# Bryum patzeltii
Bryum patzeltii là một loài rêu trong họ Bryaceae. Loài này được Podp. mô tả khoa học đầu tiên năm 1957.